# Liste de livres fictifs
Cette liste de livres fictifs recense les livres qui n'existent pas ailleurs que par leur mention dans d'autres œuvres, essentiellement dans la littérature (des « livres qui ne s’ouvrent que dans d’autres livres »), mais aussi le cinéma, la bande dessinée ou les jeux vidéo.
- Haut – A
- B
- C
- D
- E
- F
- G
- H
- I
- J
- K
- L
- M
- N
- O
- P
- Q
- R
- S
- T
- U
- V
- W
- X
- Y
- Z

## A
- Adieu Atlantis, imaginé par Roland Emmerich pour son film 2012.
- Anima, manga écrit par l'un des personnages de Time Paradox Ghostwriter (en).
- À toute vapeur, écrit par Prosper Tender, dans Donald Duck et le train de Noël.
- L’Archer de Charles IX, écrit par Lucien de Rubempré dans Un grand homme de province à Paris.

## B
- Les Belles et Bonnes Prophéties d'Agnès Barge dans le roman De bons présages.
- Bluntman and Chronic, imaginé par Kevin Smith pour le View Askewniverse.
- Book of Love, écrit par le Docteur Hakim, dans le jeu vidéo It Takes Two.

## C
- Ce que vous voyez les yeux fermés par Neil Clarke dans son rêve, le protagoniste du film Absolutely Anything.
  - Ce que vous voyez les yeux ouverts par l'auteur Mortimer Stanley dans le film Absolutely Anything.
- Code · Babylon, manga cyberpunk dans l'animé Re:Creators.
- Les Contes de Beedle le Barde dans l'univers de Harry Potter. Il est réellement imprimé en 2008, un an après son apparition dans Harry Potter et les Reliques de la Mort.
- Le Culte des Goules, imaginé par H. P. Lovecraft.

## D
- Dark Walker, écrit par le protagoniste de Poison City par Tetsuya Tsutsui.
- Les Dernières heures d’une histoire d’amour, écrit par un certain Henri Pick dans le roman Le Mystère Henri Pick (roman) de David Foenkinos.
- Une version améliorée de Don Quichotte par Pierre Ménard, inventé par l'écrivain Jorge Luis Borges dans la nouvelle Pierre Ménard, auteur du Quichotte (Pierre Menard, autor del Quijote) publiée dans le recueil Fictions.
- La Dynamique d'un astéroïde du professeur Moriarty, inventé par l'écrivain Conan Doyle.

## E
- Encyclopedia Galactica, imaginée par Isaac Asimov le Cycle de Fondation.
- L'Encyclopédie du savoir relatif et absolu, imaginée par Bernard Werber, présente d'abord en préambule des chapitres de la Trilogie des Fourmis, puis publiée en 1993.

## G
- Le Grand Livre Sacré, ouvrage religieux pour les personnages du film Unicorn Wars.
- Le Grimoire Stein, mentionné par H. P. Lovecraft et imaginé par Jean Ray.
- Le Guide Duchemin, un guide gastronomique dans le film L'Aile ou la Cuisse.
- Le Guide du voyageur galactique inventé par l'écrivain Douglas Adams.

## H
- Hiiro no Arisuteria (緋色のアリステリア?, litt. « Alicetelia l'écarlate »), manga de fantasy dans l'animé Re:Creators.
- L'Homme du marais, par Ryūnosuke Nagumo, dans le manga Time Shadows.

## I
- Inexorable, écrit par Marcel Bellmer dans le film du même nom.
- Innocence, manga à l'origine du comité de censure, dans le manga Poison City.

## J
- Les Journaux, ensemble de trois encyclopédies sur le surnaturel écrites par Stanford Pines, de la série Souvenirs de Gravity Falls.

## L
- Lettres de Junius, édition imaginaire des lettres de Junius qui rélèverait son identité, imaginé par Robert Goddard dans Les Mystères d'Avebury.
- Liar Game, dans le manga du même nom de Shinobu Kaitani.
- Le livre de Mazarbul, écrit par Balin dans les mines de la Moria, issu du roman La Communauté de l'Anneau.
- Le Livre des Ombres, grimoire magique dans la série Charmed.
- Le Livre des solutions dans le film éponyme.
- Le Livre rouge de la Marche de l'Ouest ou Livre rouge de Bilbon de Bilbon et Frodon Sacquet, inventé par J. R. R. Tolkien. Il comprendrait Le Seigneur des anneaux et le livre de Tolkien n'en serait que l'adaptation.
- Le Long chemin du retour, écrit par Mike Enslin le protagoniste du film Chambre 1408.

## M
- Le manuel des Castors Juniors dans l'univers de Donald Duck.
- Le Manuel du Détective, écrit par Connor Miller, dans Murder Mystery 2.
- Les Marguerites, écrit par Lucien de Rubempré, personnage imaginé par Honoré de Balzac.
- Melody Malone, écrit par Amélia Williams et River Song dans Les Anges prennent Manhattan, un épisode de la série Doctor Who.
- Les Mémoires de François, Chevallié de Hadoque, Capitaine de la Marine du Roy commandant le vaisseau La Licorne dans l'album de Tintin Le Secret de La Licorne et Le Trésor de Rackham le Rouge.
- Meurtre sur la Tamise, écrit par Annie Dretche, dans Professeur Layton et la Diva éternelle.
- Le Monstrueux livre des Monstres dans l'univers de Harry Potter.

## N
- Necronomicon d'Abdul al-Hazred, inventé par l'écrivain américain Howard Phillips Lovecraft.
- Nahik, livre mystérieux écrit par Alan D. qui révèlerait un nouveau décalogue, dans Le Décalogue.
- No Pun Intended (d), livres de blagues dans The Last of Us série de jeux vidéo et télévisée.

## O
- Origins of a World War de Rossignol, inventé par le groupe de hard rock américain Blue Öyster Cult dans son album Secret Treaties.
- Oshikuru : le démon samouraï dans Mon oncle Charlie.

## P
- Le Poids de la sauterelle de Hawthorne Abendsen, inventé par l'écrivain Philip K. Dick dans le roman Le Maître du Haut Château.
- Practical Handbook of Bee Culture, with some Observations upon the Segregation of the Queen de Sherlock Holmes, inventé par l'écrivain Conan Doyle.

## R
- La Reine et l'Hégémon écrit par Ender Wiggins dans la série de science-fiction du Cycle d'Ender d'Orson Scott Card.

## S
- Survivant de l'Enfer dans le film Jack Mimoun et les Secrets de Val Verde.

## T
- Théorie et pratique du collectivisme oligarchique écrit par Emmanuel Goldstein, personnage fictif du livre 1984 de George Orwell.
- Tonnerre sous les tropiques, dans le film du même nom.

## U
- Unaussprechlichen Kulten, imaginé par H. P. Lovecraft.
- Underground -Dark Night- (閉鎖区underground-dark night-, Heisaku Underground -dark night-?), manga d'action issu de l'animé Re:Creators.
- Upon the Tracing of Footsteps, écrit par Sherlock Holmes, imaginé par Arthur Conan Doyle.

## V
- Vogelchevalier, light novel, dans l'animé Re:Creators.

## W
- White Knight, manga au cœur de l'intrigue de Time Paradox Ghostwriter (en).

## Y
- Yasōkiroku (夜窓鬼録?, litt. « Enregistrement du démon de la fenêtre de la nuit »), light novel, dans l'animé Re:Creators